# Goethe-Institut w Krakowie

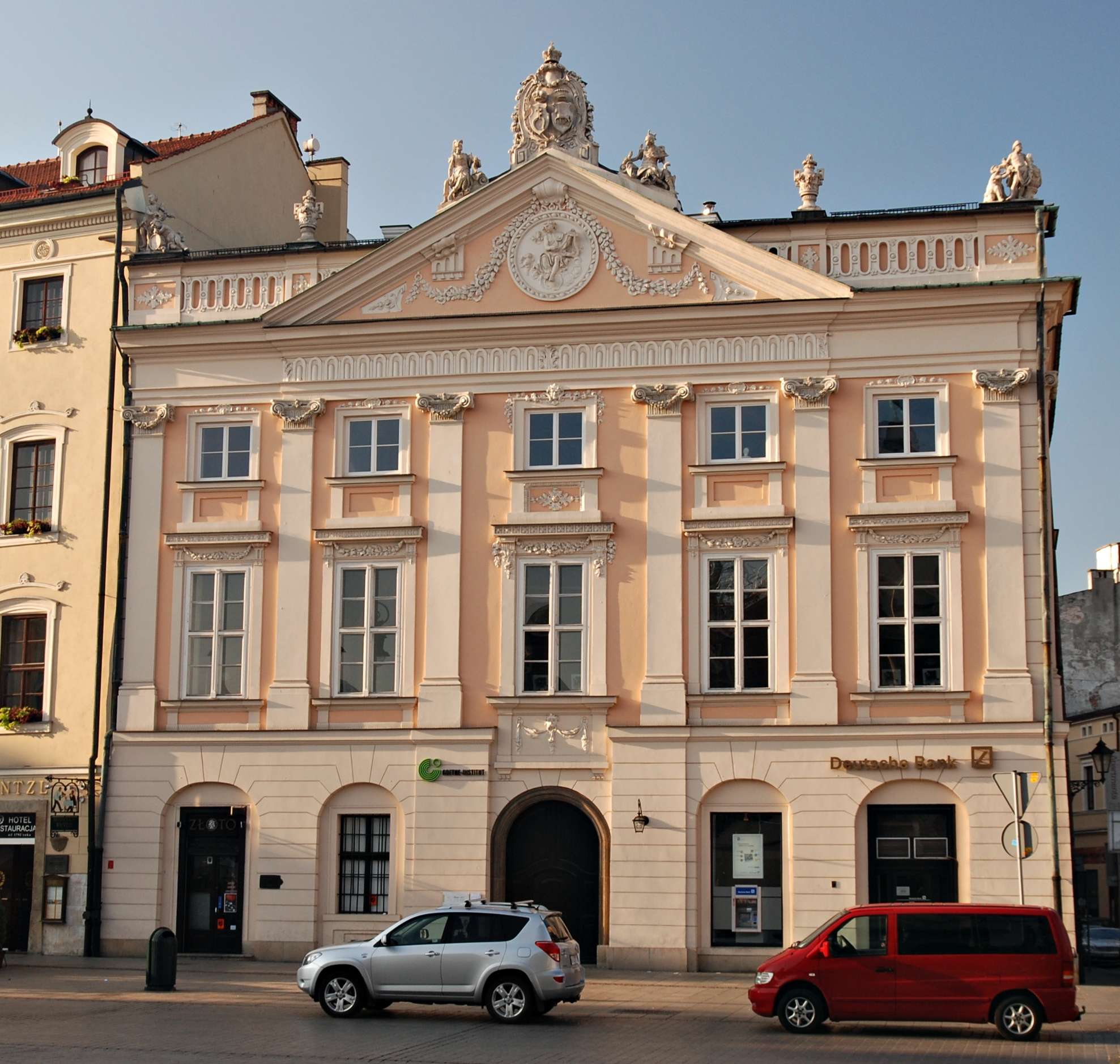
b. siedziba Goethe-Institut w Krakowie w Pałacu Zbaraskich/Potockich na Rynku Głównym 20 (1990-2020)

Goethe-Institut w Krakowie (niem. Goethe-Institut Krakau) – przedstawicielstwo niemieckiego instytutu kultury o tej samej nazwie, którego głównym zadaniem jest propagowanie języka oraz kultury niemieckiej w pięciu (od 2011 – w sześciu) województwach Polski Południowej wraz z Dolnym Śląskiem. 

## Historia
Wraz z powtórnym zjednoczeniem Niemiec zlikwidowano Ośrodek Kultury i Informacji NRD, w miejsce którego w 1990 powołano Goethe-Institut, zaś oficjalne otwarcie nastąpiło w maju 1992, wraz z otwarciem biblioteki. W początkowym okresie działalności Dział Programowy zajmował się problematyką transformacji, organizując wraz z socjologami i politologami z Uniwersytetu Jagiellońskiego konferencje i seminaria poświęcone palącym tematom okresu przemian. Dział Językowy realizował program intensywnego dokształcania nauczycieli, którzy po przełomie masowo przekwalifikowywali się z języka rosyjskiego na inne języki, w tym także na niemiecki. W 1993 Goethe-Institut w Krakowie oraz Stowarzyszenie Artystyczne Muzyka Centrum zainicjowały Festiwal Audio Art, który ma już stałe miejsce na scenie kulturalnej Krakowa. Instalacje i koncerty, muzyka nowych brzmień, adresowane są do młodej publiczności, ale nie wyłącznie. Z biegiem lat festiwal zyskał sympatię i poparcie licznych instytucji kulturalnych.
Dzięki współpracy z Międzynarodowym Triennale Grafiki odbyła się wystawa grafik Josefa Albersa, Josepha Beuysa oraz Schumachera. Spotkania literackie i odczyty stanowią istotny punkt działalności programowej Goethe-Institut w Krakowie. W murach dawnej siedziby Instytutu w Pałacu Potockich, gościli tacy autorzy jak: Hans Magnus Enzensberger, Günter Grass, Herta Müller.
W 2002 instytut wraz z Fundacją TONE zainicjowali międzynarodowy festiwal UNSOUND, który odbywa się co roku i jest już stałym elementem kulturalnego krajobrazu Krakowa. Krakowski Goethe-Institut jest inicjatorem serii wykładów „Co to jest architektura?” oraz „Projektowanie nowoczesności”.
Liczba zainteresowanych ofertą kulturalną oraz informacyjną Goethe-Institut w Krakowie przekracza obecnie 27 000 osób. W 2009 ponad 750 osób uczestniczyło w organizowanych przez Goethe-Institut w Krakowie kursach języka niemieckiego. Zakres kompetencji krakowskiego instytutu obejmuje 5 województw: podkarpackie, małopolskie, świętokrzyskie, śląskie i opolskie, a od 2011 Dolny Śląsk wraz z Wrocławiem. Pozostałe województwa znajdują się w zasięgu kompetencji Goethe-Institut w Warszawie.

## Dyrektorzy Instytutu
- 1991-1994 – dr Peter C. Seel
- 1994-1998 – Heinz Jürgens
- 1999-2005 – dr Stephan Wackwitz(inne języki)
- 2005-2009 – dr Angelika Eder
- 2009-2012 – dr Roland Goll
- 2013-2018 – Daniel Göpfert
- 2018-     – Charlotte Hermelink

## Siedziba
Pierwsza siedziba mieściła się przy Rynku Głównym 20 (1990-2020), w zabytkowym Pałacu Potockich, którego klasycystyczna fasada, zdobiona alegorycznymi postaciami pochodzi z 1773. Arkadowy dziedziniec wzorowany był na wawelskim. W 1880 w pałacu hrabiego Potockiego gościł cesarz Franciszek Józef. W 2020 instytut przeniesiono czasowo na Plac Na Groblach, w 2021 docelowo do Galerii Kazimierz przy ul. Podgórskiej 34.